# 공이치기
공이치기(hammer)는 추진제를 점화하고 발사체를 발사하기 위해 타격관/뇌관 또는 별도의 공이(firing pin)를 치는 데 쓰이는 총기의 일부이다. 그것은 형태와 기능 모두에서 망치와 닮았기에 해머로도 불린다. 공이치기 자체는 중심점을 중심으로 강제로 회전하는 금속 조각이다. 다른말로는 공이식이라고 불린다.

## 같이 보기
- 무공이치기